# Esagono logico

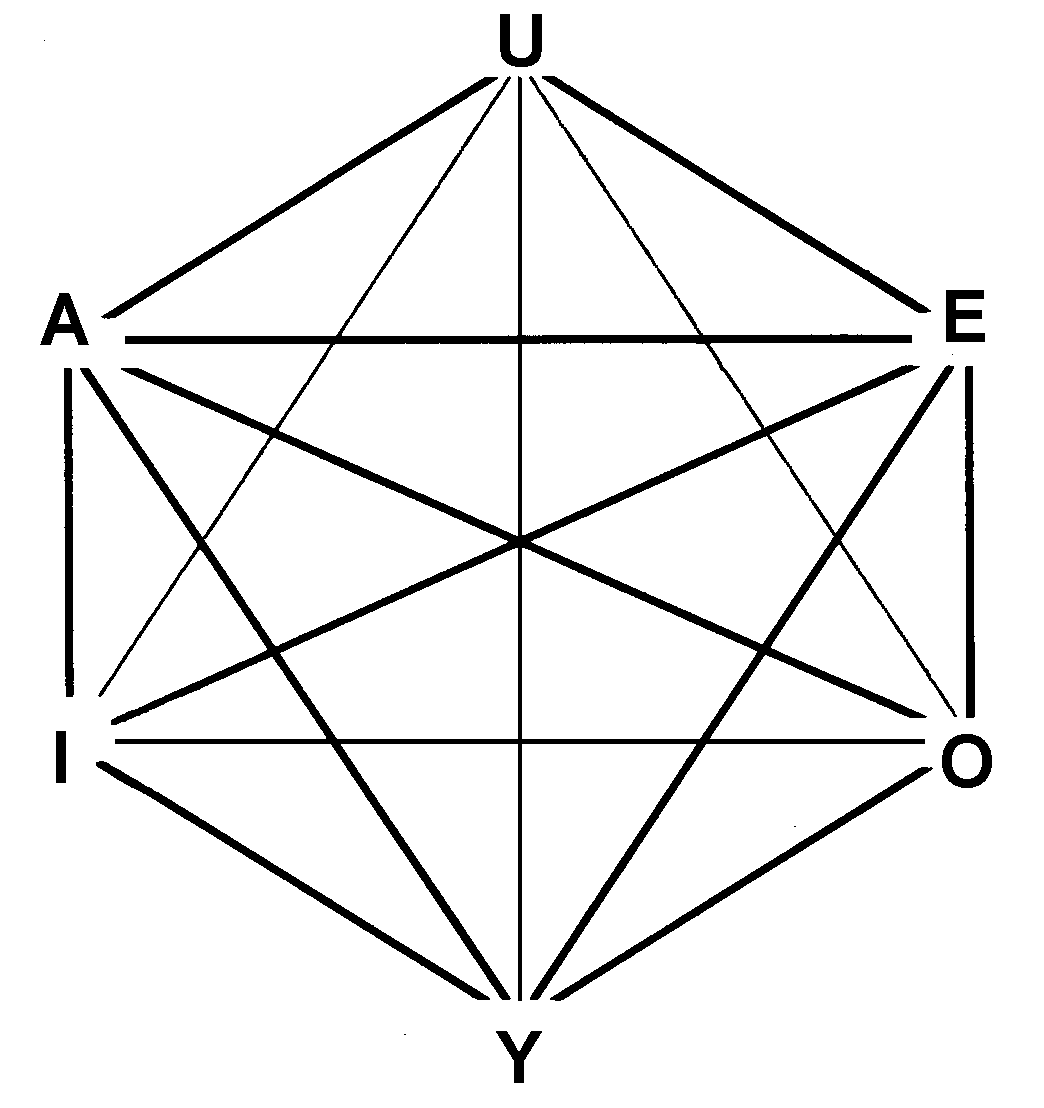
L'esagono logico estende il quadrato delle opposizioni a sei proposizioni.

L'esagono logico è un modello concettuale delle relazioni esistenti fra i valore di verità di sei proposizioni. Si tratta di una estensione del quadrato delle opposizioni, derivato da Aristotele.

Per vie parallele e indipendenti, fu scoperto dal logico francese Augustin Sesmat (1885-1957) e dal filosofo della matematica Robert Blanché (1898–1975).
L'estensione consiste nell'introduzione di due proposizioni U e Y, dove U è la disgiunzione degli universali A ed E, mentre Y è la congiunzione delle due tradizionali proposizioni particolari I ed O.

## Riepilogo delle relazioni
Il più noto quadrato delle opposizioni mostra due sottoinsiemi di proposizioni contraddittorie A e O, e la coppia E e I (cioè che non possono essere entrambe vere oppure entrambe false contemporaneamente), due contrarie A ed E (che possono essere entrambe false, ma non possono essere entrambe vere), e due sub-contrarie I e O (che possono essere entrambe vere, ma non possono essere entrambe false), in accordo con le definizioni di Aristotele. 

Ora, l'esagono logico ci mostra che U e Y sono contraddittorie tra loro.

## Interpretazione dell'esagono logico
L'esagono logico è interpretabile in diversi modi, che includono logica classica, quantificatori, logica modale, Teoria degli ordini, o Logica paraconsistente.
La proposizione A può essere interpretata come "Ogni uomo è bianco."
(∀x)(Mx → Wx) ∧ (∃x)(Mx)
La proposizione E può essere interpretata come "Ogni uomo è non-bianco."
(∀x)(Mx → ¬Wx)
La proposizione I può essere interpretata come "Alcuni uomini sono bianchi."
(∃x)(Mx ∧ Wx)
La proposizione O può essere interpretata come "Non ogni uomo è bianco."
(∃x)(Mx ∧ ¬Wx) ∨ ¬(∃x)(Mx)
La proposizione U può essere interpretata come "Ogni uomo o è bianco oppure è non-bianco"
(∀x)(Mx → Wx) ∨ (∀x)(Mx → ¬Wx)
La proposizione Y può essere interpretata come "Qualche uomo è bianco e qualche uomo è non-bianco"
(∃x)(Mx ∧ Wx) ∧ (∃x)(Mx ∧ ¬Wx)

### Logica modale
L'esagono logico può essere anche interpretato come un modello di logica modale tale che
- A è interpretata come condizione necessaria e sufficiente (o necessità modale: è così e non poteva non-essere o essere altrimenti)
- E è interpretata come impossibilità
- I è interpretata come possibilità logica
- O è interpretata come 'non-necessariamente'
- U è interpretata come non-contingente
- Y è interpretata come contingenza (è così, ma poteva essere altrimenti o non-essere)

## Ulteriori estensioni
È stato dimostrato che sia il quadrato che l'esagono logico possono essere ulteriormente estesi ad un (iper-)cubo logico tipo, attraverso una serie regolare di oggetti n-dimensionali chiamati "bi-simplessi logici di dimensione n". Il modello va anche di là di questo.
Blanchè [1953; 1966] notò che aggiungendo Y ed U si otteneva un esagono logico AUEOYI che includeva tre quadrati delle opposizioni AEOI, YAUO e YEUI, ciascuno dei quali esibiva al proprio interno le relazioni note (contrarie, contraddittorie, subcontrarie). 

Un simile esagono si ottiene ogni volta che partiamo da tre proposizioni reciprocamente esclusive come A, E e Y (Dubois e Prade, 2012a).

Passando alla notazione propria di una logica del primo ordine per negare i predicati, abbiamo ¬P e ¬Q per la negazione di P e Q fino ad ottenere un quadrato logico delle negazioni aeoi (in carattere minuscolo) in cui aggiungiamo l'ipotesi che insieme dei ¬P non sia un insieme vuoto.
A questo punto, le 8 proposizioni (A, E, O, I, a, e, o, i) possono essere organizzate nel cubo logico. Ipotizzare che esiste almeno un elementi di P e almeno un elemento di ¬P, implica che esiste almeno un elemento di Q ed almeno un elemento di ¬Q. Da ciò segue che:

- A implica i,
- a implica I,
- e implica O,
- E implica o.

e che le coppie ai vertici:

- a ed E,
- A ed e

non possono essere entrambe vere;

mentre i vertici

- i e O,
- I e o

non possono essere entrambe false. Infine, non esistono relazioni logiche tra A e a, E ed e, I e i, O e o.